# Estrela Esporte Clube
O Estrela Esporte Clube foi um clube brasileiro de futebol. A agremiação foi fundada em 1976 no município de Itu, mas também esteve sediada na cidade de Porto Feliz. O último vínculo do clube foi com o município de Vinhedo antes de ser extinto em 2000.

## História
O Estrela surgiu como clube de futebol amador em Itu em 1976, nos anos seguintes se dedicou a várzea e chegou a ser campeão varzeano em 1983. O bom desempenho do futebol profissional da cidade na década de 80, através do Ferroviário Atlético Ituano (atual Ituano Futebol Clube) , motivou a diretoria da agremiação a abrir o departamento de futebol profissional em 1986. O clube contou com o apoio da Prefeitura local para a utilização do Estádio Álvaro de Souza Lima, conhecido como estádio da Baixada.
Após uma campanha fraca em 1986, o time faz um excelente campeonato em 1987 ficando 1 posição abaixo do acesso a intermediária, porém as fracas campanhas realizadas no Campeonato Paulista da Terceira Divisão nos anos de 1988 e 1989 fez o Estrela perder apoio em Itu. Para evitar que fosse extinto, o clube mudou-se para Porto Feliz no ano de 1990, o que representou o retorno do futebol profissional no município desde a retirada da Portofelicense das competições oficiais em 1969.
Jogando no Estádio Dr Julien Fouque que havia passado por reformas e com boa média de público, o clube alviverde disputou mais seis temporadas nas competições da Federação Paulista de Futebol: entre 1991 e 1993 na Terceira Divisão (atual Série A-3) chegando a ser vice da competição em 1993 quando ficou 1 ponto apenas atrás do Jabaquara.
Com a reestruturação das divisões de acesso em 1994, o Estrela foi "rebaixado" para a Série B-1A (atual Série B). O clube disputou a mesma competição em 1995 e após fraca campanha e novo rebaixamento, pediu licença junto a entidade estadual. O retorno ao profissionalismo aconteceu em 1999 com novos donos e no Campeonato Paulista de Futebol da Série B-1B, equivalente a Quinta Divisão estadual.
Porém, alegando falta de apoio em Porto Feliz o clube se mudou novamente, desta vez para a cidade de Vinhedo em 2000. O clube disputou a Quinta Divisão naquele ano mas sem nenhum apoio de torcida e muito menos investidores se licenciou novamente e foi extinto das competições profissionais.  , atualmente só se encontra uma página no facebook em sua memória que mostra imagens antigas do clube e seus ex-jogadores.

## Participações em estaduais
Ao todo, o clube de 11 edições do Campeonato Paulista, entre Terceira, Quarta e Quinta Divisões. Abaixo, a relação de anos e participações:
- Terceira Divisão (atual Série A3): 7 (sete) - 1986, 1987, 1988 e 1989 (em Itu); 1991, 1992 e 1993 (em Porto Feliz)
- Quarta Divisão (atual Série A4): 2 - 1994 - 1995
- Quinta Divisão (atual Série B) 2 (dois) - 1999 (em Porto Feliz) e 2000 (em Vinhedo)

## Grandes ídolos
- Adhemar
- Baiano
- Cubas
- Django
- Edinho
- Igor de Camargo
- Paulinho